# Do Romance ao Galope Nordestino
Do Romance ao Galope Nordestino é o primeiro disco do grupo nordestino de música instrumental Quinteto Armorial. Foi lançado em formato LP em 1974 pelo selo Marcus Pereira.
Pela atuação neste disco, o Quinteto Armorial abocanhou um Prêmio APCA como o "Melhor Conjunto Instrumental do Ano".

## Faixas
| Lado A |                           |                                                                  |         |  |
| N.º    | Título                    | Compositor(es)                                                   | Duração |  |
| 1.     | "Revoada"                 | Antônio José Madureira                                           | 3:44    |  |
| 2.     | "Romance da Bela Infanta" | Romance ibérico do Séc. XVI, recriado por Antônio José Madureira | 1:53    |  |
| 3.     | "Mourão"                  | Guerra Peixe                                                     | 1:50    |  |
| 4.     | "Toada e Desafio"         | Capiba                                                           | 4:26    |  |
| 5.     | "Ponteio Acutilado"       | Antônio Carlos Nóbrega                                           | 4:32    |  |
| 6.     | "Repente"                 | Antônio José Madureira                                           | 4:36    |  |

| Lado B         |                                |                                                                                    |         |  |
| N.º            | Título                         | Compositor(es)                                                                     | Duração |  |
| 7.             | "Toré"                         | Antônio José Madureira                                                             | 2:59    |  |
| 8.             | "Excelência"                   | Tema nordestino de canto fúnebre, recriado por Antônio José Madureira              | 3:02    |  |
| 9.             | "Bendito"                      | Egildo Vieira do Nascimento                                                        | 4:23    |  |
| 10.            | "Toada e Dobrado de Cavalhada" | Antônio José Madureira                                                             | 4:52    |  |
| 11.            | "Romance de Minervina"         | Romance nordestino, provavelmente do Séc. XIX, recriado por Antônio José Madureira | 1:33    |  |
| 12.            | "Rasga"                        | Antônio Carlos Nóbrega                                                             | 4:48    |  |
| Duração total: | Duração total:                 | Duração total:                                                                     | 42:38   |  |

## Créditos Musicais
- Antônio José Madureira - Viola caipira
- Egildo Vieira do Nascimento - Pífano e Flauta
- Antônio Nóbrega - Rabeca e Violino
- Edison Eulálio Cabral - Violão
- Fernando Torres Barbosa - Percussão